# تشارلز ديموت
ديموث تشارلز (لانكستر، بنسلفانيا، 1883—معرف، 1935) هو رسام ومصور الأمريكي.
مع Sheeler تشارلز، وهو الممثل الرئيسي للحركة Precisionist (أو cubo الواقعية). لأنها تركز على تمثيل التكعيبية من المناطق الحضرية والصناعية. ويتميز أسلوبه بأشكال مبسطة وسحقت، وعبروا عن طريق خطوط القوة التي تلم تكوين.
عام 1915، وانضم إلى طليعة Stieglitz الفريد، والمعارض في معرض تعريفه، 291. في 1920s، سلسلة من بلدها، لوحات الكولاج، وخطابات، والأشياء والأرقام، اليوم قبل انجازات فن البوب.

## روابط خارجية
- تشارلز ديموت على موقع الموسوعة البريطانية (الإنجليزية)
- تشارلز ديموت على موقع إن إن دي بي (الإنجليزية)